# SN 1604
Siêu tân tinh 1604, còn được gọi là siêu tân tinh Kepler, sao mới Kepler hay ngôi sao Kepler, là một siêu tân tinh xảy ra trong Ngân Hà, cách Trái Đất trong khoảng 6 kiloparsecs hay 20,000 năm ánh sáng. Khi xảy ra vụ nổ siêu tân tinh, ánh sáng của nó đến Trái Đất có thể nhìn thấy bằng mắt thường, lúc sáng nhất nó sáng hơn bất kì ngôi sao nào trong bầu trời đêm, và hơn tất cả các hành tinh khác (ngoại trừ Kim Tinh), với độ sáng -2.5.
Siêu tân tinh được quan sát lần đầu trên bầu trời Bắc Italia vào ngày 9/10/1604. Johannes Kepler bắt đầu quan sát nó vào ngày 17/10/1604. Sau đó nó được đặt tên của ông vì ông viết một quyển sách với tiêu đề De Stella nova in pede Serpentarii (Về một ngôi sao mới ở chân của Xà Phu). 
|  |

Nó là một siêu tân tinh thứ hai được quan sát trong cùng một thế hệ (sau SN 1572 được quan sát bởi Tycho Brahe trong chòm sao Tiên Hậu). Trước đó gần 5 thế kỷ có Thiên Quan khách tinh được quan sát thấy năm 1054 từ khoảng 6.500 năm ánh sáng. Từ đó đến nay chưa có một siêu tân tinh nào được quan sát là xảy ra ở trong Ngân Hà, mặc dù nhiều siêu tân tinh xảy ra bên ngoài Ngân Hà đã được quan sát. G1.9+0.3 chỉ là một tàn tích siêu tân tinh được quan sát thấy năm 1985 và 2007 từ khoảng cách 25.000 năm ánh sáng.
Tàn dư siêu tân tinh của SN 1604 được coi là một trong những vật thể "nguyên mẫu điển hình" của các loại này, và nó là đối tượng được nghiên cứu nhiều trong thiên văn học.